# Petit Le Mans 2004
Navigation
Édition précédente Édition suivante
La septième édition du Petit Le Mans est remportée, le 25 septembre 2004, Marco Werner et JJ Lehto sur l'Audi R8 no 38 .

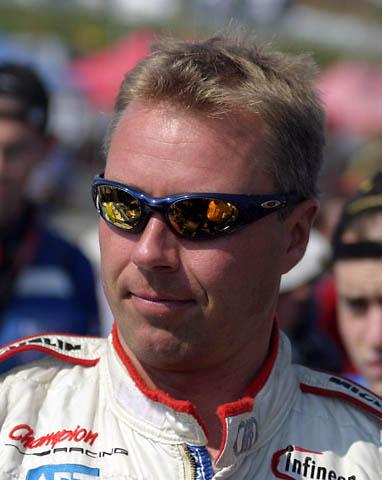
JJ Lehto, vainqueur de l'épreuve avec Marco Werner.

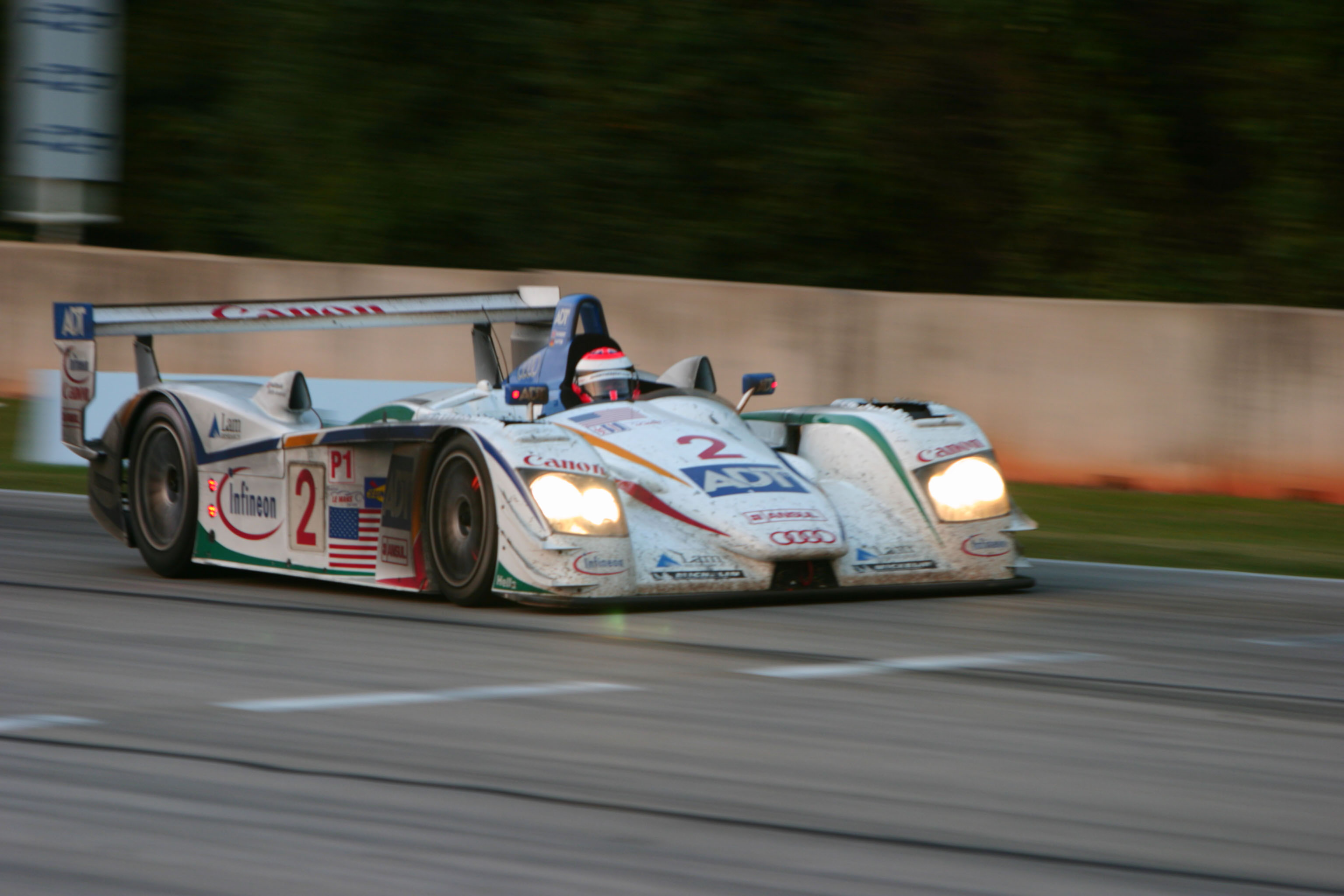
L'Audi R8 n°2, seconde de l'épreuve.

## Résultats
Les vainqueurs de chaque catégorie sont signalés par un fond jaune.
| Classement | Catégorie | no | Équipe                                  | Pilotes                                               | Châssis                          | Pneus | Tours |
| Classement | Catégorie | no | Équipe                                  | Pilotes                                               | Moteur                           | Pneus | Tours |
| ---------- | --------- | -- | --------------------------------------- | ----------------------------------------------------- | -------------------------------- | ----- | ----- |
| 1          | LMP1      | 38 | ADT Champion Racing                     | Marco Werner JJ Lehto                                 | Audi R8                          | M     | 394   |
| 1          | LMP1      | 38 | ADT Champion Racing                     | Marco Werner JJ Lehto                                 | Audi 3.6 L Turbo V8              | M     | 394   |
| 2          | LMP1      | 2  | ADT Champion Racing                     | Johnny Herbert Pierre Kaffer                          | Audi R8                          | M     | 391   |
| 2          | LMP1      | 2  | ADT Champion Racing                     | Johnny Herbert Pierre Kaffer                          | Audi 3.6 L Turbo V8              | M     | 391   |
| 3          | LMP1      | 20 | Dyson Racing                            | Chris Dyson Jan Lammers                               | MG-Lola EX257                    | G     | 383   |
| 3          | LMP1      | 20 | Dyson Racing                            | Chris Dyson Jan Lammers                               | MG (AER) XP20 2.0 L Turbo I4     | G     | 383   |
| 4          | GTS       | 4  | Corvette Racing                         | Oliver Gavin Olivier Beretta Jan Magnussen            | Chevrolet Corvette C5-R          | M     | 376   |
| 4          | GTS       | 4  | Corvette Racing                         | Oliver Gavin Olivier Beretta Jan Magnussen            | Chevrolet LS7R 7.0 L V8          | M     | 376   |
| 5          | GTS       | 3  | Corvette Racing                         | Ron Fellows Johnny O'Connell Max Papis                | Chevrolet Corvette C5-R          | M     | 375   |
| 5          | GTS       | 3  | Corvette Racing                         | Ron Fellows Johnny O'Connell Max Papis                | Chevrolet LS7R 7.0 L V8          | M     | 375   |
| 6          | LMP2      | 30 | Intersport Racing Citgo Racing          | Clint Field Robin Liddell Milka Duno                  | Lola B2K/40                      | P     | 369   |
| 6          | LMP2      | 30 | Intersport Racing Citgo Racing          | Clint Field Robin Liddell Milka Duno                  | Judd KV675 3.4 L V8              | P     | 369   |
| 7          | GT        | 23 | Alex Job Racing                         | Jörg Bergmeister Timo Bernhard Sascha Maassen         | Porsche 911 GT3-RSR              | M     | 360   |
| 7          | GT        | 23 | Alex Job Racing                         | Jörg Bergmeister Timo Bernhard Sascha Maassen         | Porsche 3.6 L Flat-6             | M     | 360   |
| 8          | GT        | 24 | Alex Job Racing                         | Marc Lieb Romain Dumas Wolf Henzler                   | Porsche 911 GT3-RSR              | M     | 360   |
| 8          | GT        | 24 | Alex Job Racing                         | Marc Lieb Romain Dumas Wolf Henzler                   | Porsche 3.6 L Flat-6             | M     | 360   |
| 9          | LMP1      | 16 | Dyson Racing                            | Butch Leitzinger James Weaver Andy Wallace            | MG-Lola EX257                    | G     | 357   |
| 9          | LMP1      | 16 | Dyson Racing                            | Butch Leitzinger James Weaver Andy Wallace            | MG (AER) XP20 2.0 L Turbo I4     | G     | 357   |
| 10         | GT        | 31 | White Lightning Racing                  | David Murry Craig Stanton                             | Porsche 911 GT3-RSR              | M     | 357   |
| 10         | GT        | 31 | White Lightning Racing                  | David Murry Craig Stanton                             | Porsche 3.6 L Flat-6             | M     | 357   |
| 11         | GT        | 35 | Risi Competizione                       | Anthony Lazzaro Ralf Kelleners Fabrizio de Simone     | Ferrari 360 Modena GTC           | P     | 355   |
| 11         | GT        | 35 | Risi Competizione                       | Anthony Lazzaro Ralf Kelleners Fabrizio de Simone     | Ferrari 3.6 L V8                 | P     | 355   |
| 12         | GT        | 45 | Flying Lizard Motorsports               | Johannes van Overbeek Darren Law Patrick Huisman      | Porsche 911 GT3-RSR              | M     | 353   |
| 12         | GT        | 45 | Flying Lizard Motorsports               | Johannes van Overbeek Darren Law Patrick Huisman      | Porsche 3.6 L Flat-6             | M     | 353   |
| 13         | GT        | 43 | BAM!                                    | Leo Hindery Lucas Luhr Adam Jones                     | Porsche 911 GT3-RSR              | M     | 351   |
| 13         | GT        | 43 | BAM!                                    | Leo Hindery Lucas Luhr Adam Jones                     | Porsche 3.6 L Flat-6             | M     | 351   |
| 14         | GT        | 66 | New Century - The Racer's Group         | Patrick Long Cort Wagner Mike Rockenfeller            | Porsche 911 GT3-RSR              | M     | 350   |
| 14         | GT        | 66 | New Century - The Racer's Group         | Patrick Long Cort Wagner Mike Rockenfeller            | Porsche 3.6 L Flat-6             | M     | 350   |
| 15         | GT        | 79 | J-3 Racing                              | Justin Jackson Tim Sugden Xavier Pompidou             | Porsche 911 GT3-RSR              | M     | 350   |
| 15         | GT        | 79 | J-3 Racing                              | Justin Jackson Tim Sugden Xavier Pompidou             | Porsche 3.6 L Flat-6             | M     | 350   |
| 16         | GT        | 67 | New Century - The Racer's Group         | Philip Collin Pierre Ehret Robert Nearn               | Porsche 911 GT3-RSR              | M     | 349   |
| 16         | GT        | 67 | New Century - The Racer's Group         | Philip Collin Pierre Ehret Robert Nearn               | Porsche 3.6 L Flat-6             | M     | 349   |
| 17         | GT        | 93 | Cirtek Motorsport                       | Christophe Bouchut Stéphane Ortelli                   | Porsche 911 GT3-RSR              | D     | 348   |
| 17         | GT        | 93 | Cirtek Motorsport                       | Christophe Bouchut Stéphane Ortelli                   | Porsche 3.6 L Flat-6             | D     | 348   |
| 18         | LMP2      | 13 | Marshall Cooke Racing                   | Andy Lally Spencer Pumpelly Ryan Eversley             | Lola B2K/40                      | P     | 339   |
| 18         | LMP2      | 13 | Marshall Cooke Racing                   | Andy Lally Spencer Pumpelly Ryan Eversley             | Ford (Millington) 2.0 L Turbo I4 | P     | 339   |
| 19         | GTS       | 71 | Carsport America                        | Tom Weickardt Jean-Philippe Belloc Fabio Babini       | Dodge Viper GTS-R                | P     | 339   |
| 19         | GTS       | 71 | Carsport America                        | Tom Weickardt Jean-Philippe Belloc Fabio Babini       | Dodge 8.0 L V10                  | P     | 339   |
| 20         | GTS       | 63 | ACEMCO Motorsports                      | Terry Borcheller Johnny Mowlem João Barbosa           | Saleen S7-R                      | P     | 337   |
| 20         | GTS       | 63 | ACEMCO Motorsports                      | Terry Borcheller Johnny Mowlem João Barbosa           | Ford 7.0 L V8                    | P     | 337   |
| 21 Abd     | GTS       | 6  | Krohn-Barbour Racing                    | Tracy Krohn Joe Fox Scott Maxwell                     | Lamborghini Murcielago R-GT      | P     | 313   |
| 21 Abd     | GTS       | 6  | Krohn-Barbour Racing                    | Tracy Krohn Joe Fox Scott Maxwell                     | Lamborghini 6.0 L V12            | P     | 313   |
| 22 Abd     | GT        | 8  | Foxhill Racing Comprent Motor Sports    | Andrew Davis Michael Cawley Charles Espenlaub         | Porsche 911 GT3-RS               | P     | 306   |
| 22 Abd     | GT        | 8  | Foxhill Racing Comprent Motor Sports    | Andrew Davis Michael Cawley Charles Espenlaub         | Porsche 3.6 L Flat-6             | P     | 306   |
| 23         | GT        | 44 | Flying Lizard Motorsports               | Lonnie Pechnik Seth Neiman Jon Fogarty                | Porsche 911 GT3-RSR              | M     | 284   |
| 23         | GT        | 44 | Flying Lizard Motorsports               | Lonnie Pechnik Seth Neiman Jon Fogarty                | Porsche 3.6 L Flat-6             | M     | 284   |
| 24 NC      | GT        | 50 | Panoz Motor Sports                      | Gunnar Jeannette Marino Franchitti Christophe Tinseau | Panoz Esperante GT-LM            | P     | 264   |
| 24 NC      | GT        | 50 | Panoz Motor Sports                      | Gunnar Jeannette Marino Franchitti Christophe Tinseau | Ford (Élan) 5.0 L V8             | P     | 264   |
| 25 Abd     | LMP2      | 56 | Miracle Motorsports Team Bucknum Racing | Jeff Bucknum Chris McMurry Bryan Willman              | Lola B2K/40                      | Y     | 209   |
| 25 Abd     | LMP2      | 56 | Miracle Motorsports Team Bucknum Racing | Jeff Bucknum Chris McMurry Bryan Willman              | Nissan (AER) VQL 3.0 L V6        | Y     | 209   |
| 26 Abd     | GTS       | 5  | Krohn-Barbour Racing                    | Peter Kox David Brabham Niclas Jönsson                | Lamborghini Murcielago R-GT      | P     | 184   |
| 26 Abd     | GTS       | 5  | Krohn-Barbour Racing                    | Peter Kox David Brabham Niclas Jönsson                | Lamborghini 6.0 L V12            | P     | 184   |
| 27 Abd     | LMP1      | 27 | Creation Autosportif                    | Jamie Campbell-Walter Nicolas Minassian               | DBA 03S                          | D     | 130   |
| 27 Abd     | LMP1      | 27 | Creation Autosportif                    | Jamie Campbell-Walter Nicolas Minassian               | Zytek ZG348 3.4 L V8             | D     | 130   |
| 28 Abd     | LMP2      | 10 | Miracle Motorsports                     | Ian James John Macaluso James Gue                     | Courage C65                      | Y     | 128   |
| 28 Abd     | LMP2      | 10 | Miracle Motorsports                     | Ian James John Macaluso James Gue                     | MG (AER) XP20 2.0 L Turbo I4     | Y     | 128   |
| 29 Abd     | GT        | 60 | P.K. Sport                              | Liz Halliday (en) Piers Masarati Ian Donaldson        | Porsche 911 GT3-RS               | P     | 127   |
| 29 Abd     | GT        | 60 | P.K. Sport                              | Liz Halliday (en) Piers Masarati Ian Donaldson        | Porsche 3.6 L Flat-6             | P     | 127   |
| 30 Abd     | LMP1      | 37 | Intersport Racing                       | Jon Field Duncan Dayton Mike Durand                   | Lola B01/60                      | G     | 120   |
| 30 Abd     | LMP1      | 37 | Intersport Racing                       | Jon Field Duncan Dayton Mike Durand                   | Judd KV675 3.4 L V8              | G     | 120   |
| 31 Abd     | LMP2      | 19 | Van der Steur Racing                    | Gunnar van der Steur Eric van der Steur Ben Devlin    | Lola B2K/40                      | Y     | 107   |
| 31 Abd     | LMP2      | 19 | Van der Steur Racing                    | Gunnar van der Steur Eric van der Steur Ben Devlin    | Nissan (AER) VQL 3.0 L V6        | Y     | 107   |
| 32 Abd     | GT        | 92 | Cirtek Motorsport                       | Andrea Montermini Frank Mountain Rob Wilson           | Ferrari 360 Modena GTC           | D     | 64    |
| 32 Abd     | GT        | 92 | Cirtek Motorsport                       | Andrea Montermini Frank Mountain Rob Wilson           | Ferrari 3.6 L V8                 | D     | 64    |
| 33 Abd     | LMP1      | 12 | Autocon Motorsports                     | Michael Lewis Tomy Drissi Melanie Paterson            | Riley & Scott Mk III C           | D     | 12    |
| 33 Abd     | LMP1      | 12 | Autocon Motorsports                     | Michael Lewis Tomy Drissi Melanie Paterson            | Élan 5.0 L V8                    | D     | 12    |
| 34 Abd     | GT        | 78 | J-3 Racing Hyper Sport Competition      | Manuel Matos Randy Wars Rick Skelton                  | Porsche 911 GT3-RS               | M     | 11    |
| 34 Abd     | GT        | 78 | J-3 Racing Hyper Sport Competition      | Manuel Matos Randy Wars Rick Skelton                  | Porsche 3.6 L Flat-6             | M     | 11    |

## Statistiques
- Pole Position : no 16 Dyson Racing en 1 min 12 s 136
- Tour le plus rapide : no 38 ADT Champion Racing en 1 min 13 s 315